# Péter Bacsa
Péter Bacsa (ur. 21 listopada 1970) – węgierski zapaśnik walczący w stylu wolnym. Olimpijczyk z Atlanty 1996, gdzie zajął dziewiąte miejsce w kategorii 90 kg.
Zajął jedenaste miejsce na mistrzostwach świata w 1994. Piąty na mistrzostwach Europy w 1994 roku.
- Turniej w Atlancie 1996

Pokonał Tatsuo Kawai z Japonii i Kałojana Baewa z Bułgarii, a przegrał z Kim Ik-hui z Korei Południowej i Victorem Kodei z Nigerii.